# René Stulz

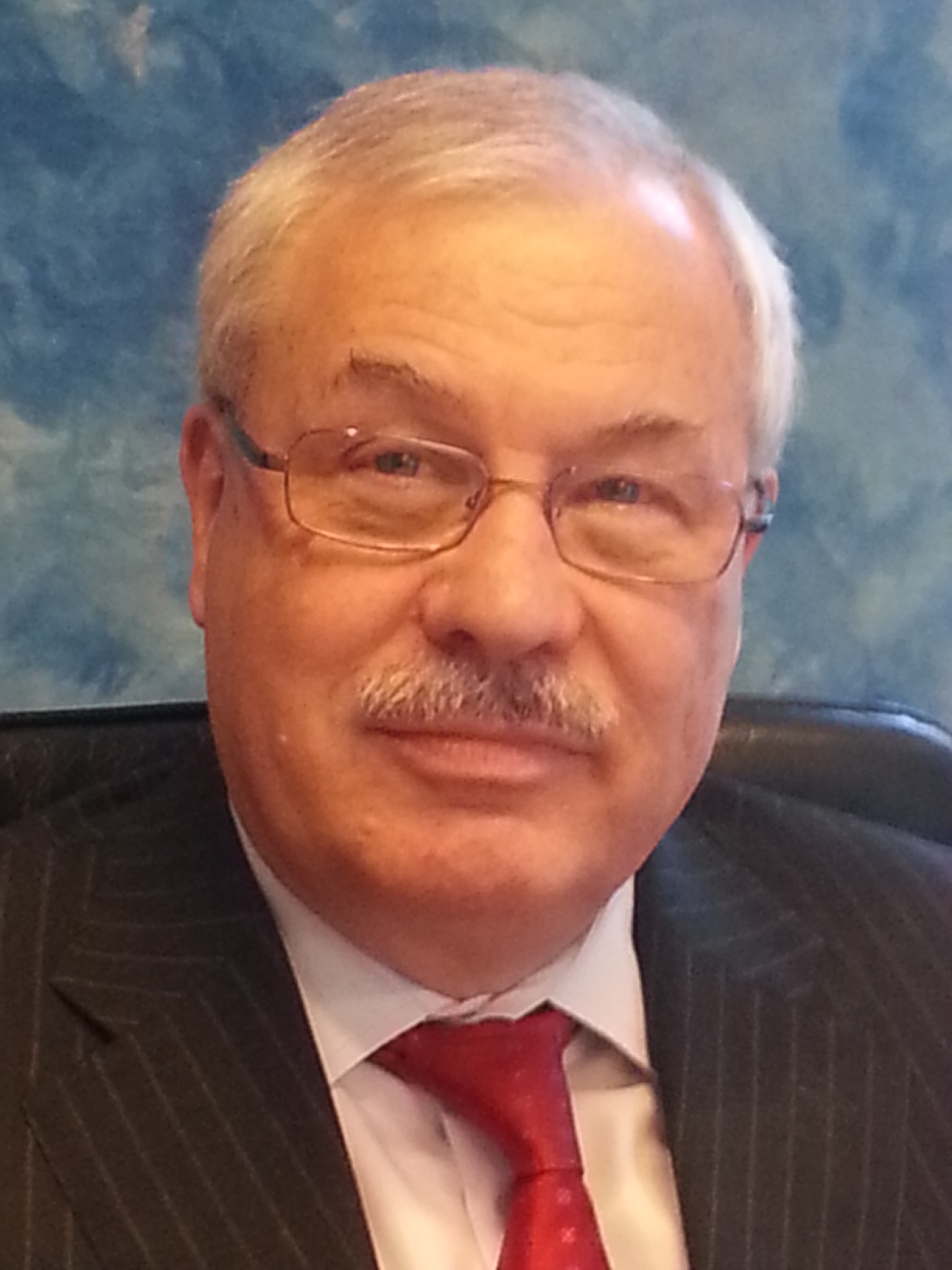
René Stulz (2014)

René Marcel Stulz (* 1952 in Le Locle) ist ein Schweizer Wirtschaftswissenschaftler, der sich insbesondere im Bereich der Finanzwissenschaft hervorgetan hat.

## Werdegang, Forschung und Lehre
Stulz studierte bis 1975 an der Universität Neuenburg, ehe er an die London School of Economics and Political Science wechselte. Ab 1976 absolvierte er sein Ph.D.-Studium am Massachusetts Institute of Technology, wo er 1980 graduierte. 
Ab 1980 arbeitete Stulz als Assistant Professor an der University of Rochester, drei Jahre später wechselte er als Associate Professor an die Ohio State University. Dort wurde er 1985 zum ordentlichen Professor berufen. 1996 erhielt er den Everett-D.-Reese-Lehrstuhl für Bank- und Geldwirtschaft. Zudem visitierte er am Massachusetts Institute of Technology, der University of Chicago, der Kellogg School of Management an der Northwestern University, der Harvard University und der University of Southern California.
Stulz gehörte lange Zeit dem Vorstand der American Finance Association an, deren Präsident er 2004 war. Seit 2005 ist er Direktor der Gruppe für Risiken von Finanzinstituten des National Bureau of Economic Research. Zudem war er von 1982 bis 1987 Chefredakteur des Journal of Financial Economics sowie in gleicher Funktion von 1988 bis 2000 beim Journal of Finance, später gehörte er zu den Mitherausgebern des Periodikums Financial Markets and Portfolio Management. Er war Jurymitglied des Deutsche Bank Prize in Financial Economics. Die Universität Neuenburg honorierte ihn 1998 mit einem Ehrendoktorat.
Stulz ist für verschiedene Institutionen beratend tätig, hierzu gehören die Weltbank, der Internationale Währungsfonds, die Federal Reserve Bank of New York und die New York Stock Exchange. Zeitweise saß er im Verwaltungsrat des Schweizer Privatbankhauses Banque Bonhôte.
Der Schwerpunkt in Schulz’ Arbeit liegt im Bereich der Finanzwissenschaft, hierbei publizierte und lehrte er unter anderem zu Corporate Finance und Asset Pricing sowie Corporate Governance und Risikomanagement insbesondere von Finanzinstituten.

## Werke
Die folgende Auflistung gibt die von Stulz veröffentlichten Bücher wieder, zudem hat er zahlreiche Zeitschriftenartikel und Arbeitspapiere verfasst. 
- Risk Management and Derivatives (2003)
- International Capital Markets (herausgegeben mit Andrew Karolyi, 2003)
- Readings for the Financial Risk Manager (herausgegeben mit Richard Apostolik, 2004)
- The Risks of Financial Institutions (herausgegeben mit Mark Carey, 2006)
- The Squam Lake Report: Fixing the Financial System (2010)
- Handbook of the Economics of Finance (herausgegeben mit George Constantinides und Milton Harris, 2013)